# Michel Arpin
 Michel Arpin, né le 28 décembre 1935 à Sainte-Foy-Tarentaise et mort le 30 mai 2015 à Thonon-les-Bains, est un skieur alpin français.

## Biographie
Originaire de Sainte-Foy-Tarentaise, il est le fils de Fernand Arpin et d'Adèle Empereur qui tenaient l’hôtel Arpin (devenu aujourd'hui l’hôtel Le Monal). Il est membre de l'équipe de France de ski alpin de 1956 à 1966.
Au cours de sa carrière, il récolte de nombreuses places d'honneur dans les grandes classiques (avant l'avènement de la Coupe du monde en 1967) dont une victoire dans le slalom de Madonna di Campiglio en 1960 et 2 victoires dans celui de Kranjska Gora en 1964 et 1965.
Aux Jeux olympiques d'Innsbruck en 1964 il prend la 4e place du slalom (meilleur français).
Il remporte aussi 4 titres de Champion de France dont 3 en 1960 (descente, slalom géant et combiné), ainsi que le titre du slalom géant en 1965.
En 1966, il met fin à sa carrière de skieur.
Il collabore depuis 1960 avec Dynamic, et participe avec Charles Bozon à la mise au pied des skis VR17 dès 1963. En 1966, il devient le technicien ski de Jean-Claude Killy, dont il est très proche. Lorsque ce dernier quitte Dynamic pour rejoindre Head il suit ce dernier à Boulder juqu'en 1972. En 1973, il travaille pour K2 à Seattle. Il fonde ensuite son magasin de ski à Thonon-les-Bains. En 1980, il revient une année chez Dynamic (toujours avec Jean-Claude Killy pour participer à la création des skis VR27. Le magazine américain Ski le surnomme en 1982 Le Magicien. 
Il décède le 30 mai 2015 à Thonon-les-Bains.

## Hommage
Après le décès de son frère Guy Arpin (membre de l'équipe de France de ski alpin de 1951 à 1956) est créé une compétition de ski annuelle appelée Mémorial Guy Arpin. Au décès de Michel Arpin, cette compétition est rebaptisée Mémorial Guy et Michel Arpin

## Palmarès

### Jeux olympiques
| Épreuve / Édition | Slalom |
| JO 1964 Innsbruck | 4e     |

### Championnats du monde
| Épreuve / Édition      | Slalom  |
| Mondiaux 1962 Chamonix | Abandon |

### Classiques internationales
Les résultats qui suivent ne sont qu'une vue partielle de l'ensemble de ses performances.
- 1958 :
  - Zermatt : 6e de la descente et 9e du slalom
  - Val d'Isère : 3e du slalom

- 1959 :
  - Val d'Isère : 3e de la descente

- 1960 :
  - Madonna di Campiglio (3-Tre (it)) : 1er du slalom et 8e de la descente
  - Val d'Isère : 7e du slalom
  - Mégève: 6e du slalom et 10e de la descente

- 1961 :
  - Val d'Isère : 2e de la descente et 8e du slalom
  - Méribel : 9e du slalom géant

- 1962 :
  - Courchevel :  5e du slalom géant
  - Val d'Isère :  4e du slalom géant

- 1963 :
  - Méribel :  6e de la descente
  - Madonna di Campiglio (3-Tre (it)) : 7e du slalom et 5e du slalom géant
  - Mégève: 8e du slalom et 8e de la descente
  - Val d'Isère :  2e du slalom

- 1964 :
  - Wengen (Lauberhorn): 4e du slalom, 7e du slalom géant et 3e du combiné
  - Méribel : Vainqueur du slalom et du slalom géant
  - Kranjska Gora : Vainqueur du slalom et 4e du slalom géant
  - Val d'Isère : 2e du slalom

- 1965 :
  - Sun Valley (Harriman Cup): Vainqueur du slalom
  - Kranjska Gora : Vainqueur du slalom

### Championnats de France

#### Élite
| Édition / Epreuve         | Descente | Slalom géant | Slalom | Combiné |
| ------------------------- | -------- | ------------ | ------ | ------- |
| Championnats 1960 -       | Or       | Or           |        | Or      |
| Championnats 1965 Morzine |          | Or           |        |         |

## Articles annexes
- Meilleures performances françaises en ski alpin aux Jeux olympiques
- Meilleures performances françaises aux Championnats du monde de ski alpin